# Skalka (berg i Tjeckien, Plzeň)
Skalka är ett berg i Tjeckien.   Det ligger i regionen Plzeň, i den sydvästra delen av landet, 130 km sydväst om huvudstaden Prag. Toppen på Skalka är 1 238 meter över havet. Skalka ingår i Šumava.
Terrängen runt Skalka är huvudsakligen kuperad.Runt Skalka är det mycket glesbefolkat, med 2 invånare per kvadratkilometer. Närmaste större samhälle är Sušice, 19,4 km nordost om Skalka. I omgivningarna runt Skalka växer i huvudsak barrskog.